# علم البيئة الصناعي
علم البيئة الصناعي (IE) هي دراسة لتدفقات المواد والطاقة من خلال النظم الصناعية. في عالم الاقتصاد الصناعي يمكن أن تكون على غرار كشبكة من العمليات الصناعية التي تستخرج الموارد من الأرض وتحويل هذه الموارد إلى السلع التي يمكن شراؤها وبيعها لتلبية الاحتياجات الإنسانية. يسعى علم البيئة الصناعي إلى تحديد التدفقات المادية وتوثيق العمليات الصناعية التي تجعل المجتمع الحديث يعمل بشكلٍ أفضل. يهتم علماء البيئة في كثير من الأحيان بالتأثيرات التي تحدثها الأنشطة الصناعية على البيئة، واستخدام موارد الكوكب الطبيعية من الموارد، ومشاكل التخلص من النفايات. يُعتبر هذا الحقل مجالًا بحثيًا كاملاً ولكنه متعدد التخصصات يجمع بين جوانب الهندسة والاقتصاد وعلم الاجتماع وعلم السموم واالعلوم الطبيعية.
تم تعريف علم البيئة الصناعي على أنه: «خطاب قائم على النظم ومتعدد التخصصات يسعى لفهم السلوك الناشئ للأنظمة البشرية والطبيعية المتكاملة المعقدة». يتناول المجال قضايا الاستدامة من خلال دراسة المشاكل من وجهات نظر متعددة، وعادة ما تنطوي على جوانب علم الاجتماع والبيئة والاقتصاد والتكنولوجيا. يأتي الاسم من فكرة أن تشبيه النظم الطبيعية يجب أن يستخدم كوسيلة مساعدة في فهم كيفية تصميم النظم الصناعية المستدامة.

## نظرة عامة

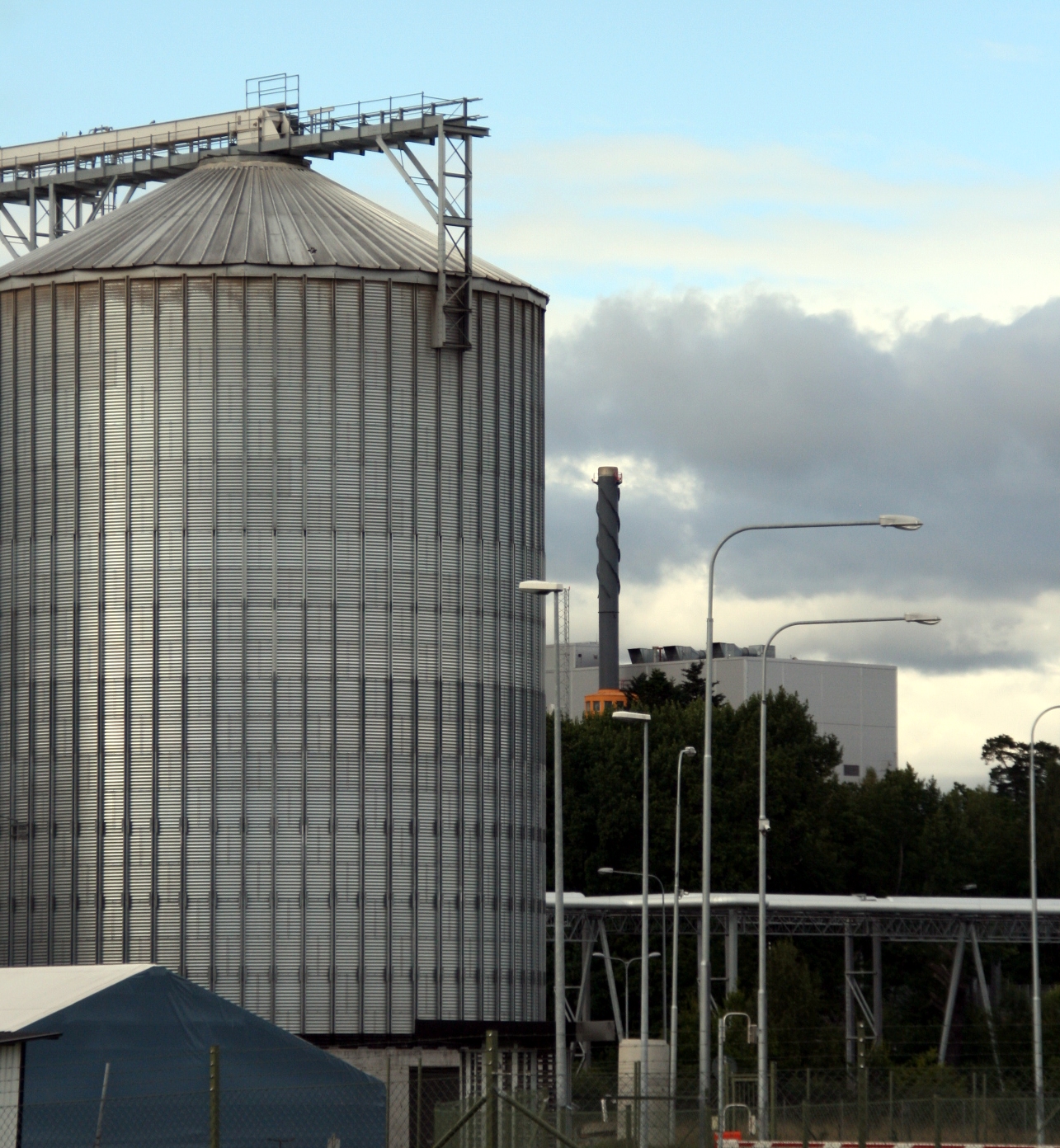
مثال على التكافل الصناعي. يتم نقل بخار النفايات من محرقة النفايات (يمين) إلى مصنع للإيثانول (يسار) حيث يتم استخدامه كمدخلات لعملية الإنتاج الخاصة بهم.

يهتم علم البيئة الصناعية بتحويل العملية الصناعية من النظم الخطية (الحلقة المفتوحة)، والتي تنتقل فيها استثمارات الموارد ورأس المال من خلال النظام لتصبح نفايات، إلى نظام حلقية مغلقة حيث يمكن أن تصبح النفايات مدخلات لعمليات جديدة.
يركز الكثير من البحث على المجالات التالية:
- دراسات تدفق المواد والطاقة (التمثيل الغذائي الصناعي)
- إزالة المواد وإزالة الكربون
- التغيير التكنولوجي والبيئة
- تخطيط دورة الحياة وتصميمها وتقييمها
- التصميم البيئي
- الإشراف على المنتج
- المناطق الصناعية البيئية
- سياسة بيئية موجهة نحو المنتج
- الكفاءة البيئية

تسعى علم البيئة الصناعية إلى فهم الطريقة التي تتفاعل بها النظم الصناعية (مثل مصنع أو منطقة بيئية أو اقتصاد وطني أو عالمي) مع المحيط الحيوي. توفر النظم الإيكولوجية الطبيعية استعارة لفهم كيفية تفاعل أجزاء مختلفة من النظم الصناعية مع بعضها البعض، في «نظام إيكولوجي» يعتمد على الموارد ورأس مال البنية التحتية بدلاً من رأس المال الطبيعي. تسعى إلى استغلال فكرة أن الأنظمة الطبيعية لا تضيع فيها لإلهام التصميم المستدام.
جنبا إلى جنب مع المزيد من الأهداف العامة للحفاظ على الطاقة والحفاظ على المواد، وإعادة تحديد أسواق السلع وعلاقات الإشراف على المنتجات بشكل صارم كاقتصاد في الخدمة، تعتبر علم البيئة الصناعية أحد الأهداف الأربعة للرأسمالية الطبيعية. لا تشجع هذه الإستراتيجية أشكال الشراء غير الأخلاقي الناشئة عن الجهل بما يجري عن بُعد، وتعني وجود اقتصاد سياسي يقدر رأس المال الطبيعي بدرجة عالية ويعتمد على رأس مال تعليمي أكثر لتصميم كل بيئة صناعية فريدة والحفاظ عليها.

## التاريخ

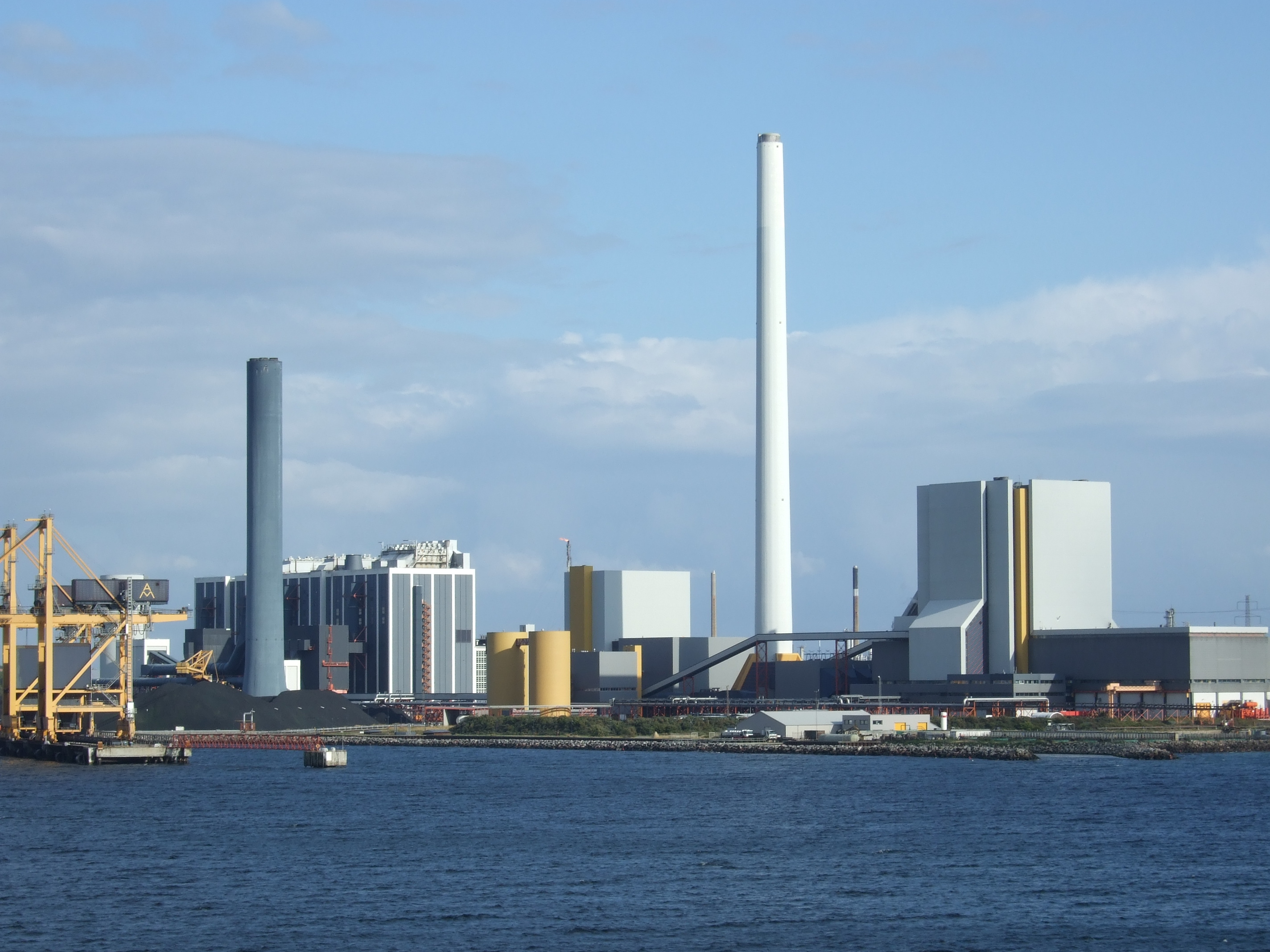
منظر حديقة كالوندبورغ الصناعية البيئية.

أصبح هذا الحقل شائعاً في عام 1989 في مقالة العلمية الأمريكية للكاتب روبرت فروش ونيكولاس جالوبولوس. كانت تساؤلهما «لماذا لا يتصرف نظامنا الصناعي مثل النظام البيئي، حيث قد تكون نفايات الأنواع مصدرًا لأنواع أخرى؟ لماذا لا تكون مخرجات صناعة ما مدخلات من نوع آخر، وبالتالي تقليل استخدام مواد الخام، التلوث، والتوفير في معالجة النفايات ؟»

## المبادئ
أحد المبادئ الأساسية لعلم البيئة الصناعية هو الرأي القائل بأن النظم الاجتماعية والتكنولوجية تقع داخل المحيط الحيوي، ولا توجد خارجها. يتم استخدام علم البيئة بمثابة استعارة نظرًا لملاحظة أن النظم الطبيعية تعيد استخدام المواد ولديها دورة مغلقة بشكل كبير من المواد الغذائية. تتعامل البيئة الصناعية مع المشكلات في الفرضية القائلة بأنه من خلال استخدام مبادئ مماثلة مثل النظم الطبيعية، يمكن تحسين النظم الصناعية لتقليل تأثيرها على البيئة الطبيعية أيضًا.